# Didier Martel
Didier Martel (Saint-Raphaël, 26 ottobre 1971) è un ex calciatore francese, di ruolo attaccante.
Oggi conduce il "Café de Paris", a Nîmes.

## Carriera

### Club
L'8 agosto 1997 realizza le sue uniche reti stagionali nella doppietta contro il Monaco (2-2).
Nel gennaio del 1998 il PSG lo acquista dallo Châteauroux per 1,575 milioni di euro. Nel gennaio successivo l'Utrecht preleva Martel a costo zero dal PSG e lo cede al Vitesse nel 2000 per 2,75 milioni.
Non gioca alcun incontro nella stagione 2004-2005 perché non aveva una licenza valida.